# South American Tour 2010
South America Tour 2010 bylo čtvrté koncertní turné Demi Lovato. Je to druhé koncertní turné na podporu svého alba Here We Go Again a také její první mezinárodní turné. V Brazílii vyšly vstupenky na prodej 30. března 2010 pro členy oficiálního fanklubu a pro širokou veřejnost vyšly 1. dubna 2010. Podle informací, které poskytla pokladna arény Via Funchal, byly již všechny vstupenky na koncert prodané do 5. května 2010, pro cca 6100 lidí, ale z bezpečnostních důvodů byl tento počet omezen na 5285, nakonec všechny z nich byli znovu vyprodány. Na koncert ze 4700 lidí byla v HSBC Aréně v Riu již více než polovina vstupenek na koncert prodána nebo rezervována do 10. dubna cca 2400 lidmi. Nakonec byly všechny vstupenky vyprodány za velmi málo peněz. V Kolumbii se vstupenky začaly prodávat 9. dubna 2010, kdy se prodalo 81% vstupenek, 12. dubna 2010 následovalo Chile. Nicméně, v Chile byly lístky téměř všechny vyprodány, jelikož byly nakonec k dispozici pouhé dva lístky (100%).

## Seznam písní
1. "La La Land"
2. "So Far So Great"
3. "Gonna Get Caught"
4. "U Got Nothin' On Me"
5. "Party"
6. "Trainwreck"
7. "Catch Me"
8. "Lo Que Soy/This is Me" song Lo Que Soy v Chile a Kolumbii, song This is Me v Brazílii
9. "Can't Back Down" (pouze v Rio de Janeiru)
10. "Until You're Mine"
11. "Solo"
12. "Stop the World"
13. "Two Worlds Collide"
14. "(You Make Me Feel Like) A Natural Woman" (píseň od Arethy Franklin) (pouze v Kolumbii a Rio de Janeiru)
15. "Every Time You Lie"
16. "Remember December"
17. "Here We Go Again"

Přídavek:
1. "Don't Forget"
2. "Get Back"

Poznámky:
- V Santiagu, Chile se chilští fanoušci María Paz a Daniel Romano přidali k Demi na pódiu, na zpívání písně "Lo Que Soy".
- V Bogotě, Kolumbii se fanoušek jménem Juan Camilo Suarez (Pato Suarez) přidal k Demi na pódiu, na zpívání písně "Lo Que Soy".
- V Rio de Janeiru, Brazílii se fanoušek jménem Douglas přidal k Demi na pódiu, na zpívání písní "This Is Me" a "Can't Back Down", u kterého požádal fanoušek Demi zpívat, zatímco on tančil.
- V São Paulu, Brazílii se fanoušek jménem Lais přidal na pódiu k Demi, na zpívání písně "This Is Me".

## Turné v datech
| Datum           | Lokace                   | Místo konání      |
| --------------- | ------------------------ | ----------------- |
| 23. května 2010 | Santiago, Chile          | Movistar Arena    |
| 25. května 2010 | Bogota, Kolumbie         | Coliseo El Campin |
| 27. května 2010 | Rio de Janeiro, Brazílie | HSBC Arena        |
| 28. května 2010 | São Paulo, Brazílie      | Via Funchal       |

## Prodej vstupenek
| Místo konání      | Město          | Prodané vstupenky / K dispozici | Hrubé příjmy |
| ----------------- | -------------- | ------------------------------- | ------------ |
| Coliseo El Campin | Bogota         | 4 245 / 5 300 (81%)             | $ 265 449    |
| HSBC Arena        | Rio de Janeiro | 4 367 / 4 700 (93%)             | $ 361 258    |
| Via Funchal       | São Paulo      | 5 285 / 5 285 (100%)            | $ 380 883    |
|                   | CELKEM         | 13 897 / 15 285 (91%)           | $ 1 007 590  |